# Bomba salada
Una bomba salada és un tipus d'arma nuclear, similar a altres armes de fissió-fusió-fissió. Aquestes armes es diferencien de les armes nuclears convencionals en què tenen la segona capa de material al voltant del material de fusió, que normalment conté elements de fissió, se substitueix per un isòtop d'un element no fissionable. La idea és de Leo Szilard del febrer de 1950. El resultat és que aquest isòtop absorbeix els neutrons alliberats, i es converteix en altament radioactiu, convertint l'àrea afectada en no habitable. L'energia emesa en l'explosió d'aquestes armes és menor que l'equivalent d'una arma convencional; però l'objectiu queda saturat amb l'isòtop radioactiu. La qual cosa produeix una increment considerable de la radioactivitat a la zona, fent-la inhabitable durant un període molt més llarg que les armes nuclears convencionals i augmentant els efectes de la pluja radioactiva. Un exemple de bomba salada seria una que usés com a isòtop radioactiu el 60Co. D'altres possibles isòtops serien el 197Au, el 181Ta, o el 64Zn.